# 范粲
范粲（202年—285年），字承明，陳留外黃（今河南省商丘市民權縣）人。三國曹魏忠臣。官至武威太守。太康六年，死時八十四歲，而且三十六年不說話及死在車上。祖父為萊蕪長范丹，父亲范馨。其長子名叫范喬。

## 生平
范粲因其學識，有許多人無論遠近都會前來請教。三國曹魏時不論州政府和地方政府都打算聘用范粲，初時范粲都不為所動，但最後都接任為治中，之後轉為別駕、太尉掾、尚書郎，各職位都稱職。司馬懿輔政时，范粲被派往武威任太守。任後在郡內即聘用良才，建設學校，鼓勵農耕。當時戎夷經常侵入邊境，范粲就設置防備，導致戎夷不敢侵犯。而又因為郡內一遍太平，一些珍貴玩意開始流行，范粲就立令管制，平息郡內奢華行為。及後因其母年老而辭官，但因武威郡接近敵軍，以致范粲多次再上任又辭官，朝廷格外貶其官為樂涫縣縣令。不久轉為太宰從事中郎，但其母恰巧身故而辭官。到服喪期滿，複官為太宰中郎。
到公元254年，邵陵厲公曹芳被司馬師廢去帝號，貶為齊王，被遷到金墉城，另立曹髦為帝。曹芳出城之時，范粲以當時居喪或遭到其他凶事時所穿的白色衣服送別曹芳，以表其對魏之忠心，其行為感動了很多人。
及後司馬師輔政每次召開會議，范粲例不出席，但朝廷因為范粲的名望都容忍他。又因為范粲聲稱自己患疾而足不出戶，於是特別改范粲為侍中。
以表其對魏之忠心，除以白色衣服送別曹芳之外，范粲還至死一直不說話，住在車上，腳不落地，其子孫經常侍候其左右。每當有大事需要范粲給意見，其妻子及兒子均以范粲之後的行動作為其贊成或反對之表態，如果問范粲意見之後范粲不動，代表其贊成，反之如果范粲睡臥不寧，代表其反對。
到西晉武帝司馬炎，和范粲同郡而且為當時太子中庶子的孫和推薦范粲，稱其行為高尚，如果范粲可以醫好其怪病，可以幫助西晉。其後司馬炎下詔要求郡縣給予范粲醫藥，加賜二千石祿養病和布百匹。但其長子范喬以父患病為藉口婉拒。